# Anger (Miesbach)
Anger ist ein Gemeindeteil von Miesbach auf der Gemarkung Wies im oberbayerischen Landkreis Miesbach.

## Lage
Das Dorf Anger liegt am südwestlichen Ortsrand von Miesbach.

## Name
Der Ortsname geht auf das althochdeutsche Wort angar zurück, ein Synonym für Wiese, eingefriedetes, beim Haus liegendes, zum Mähen und Weiden benütztes Grundstück.

## Bevölkerungsentwicklung
Um 1871 lebten in Anger drei Einwohner. Im Mai 1987 gab es 47 Einwohner in zehn Wohngebäuden, die in 19 Wohnungen aufgeteilt waren.
| Jahr      | 1871 | 1925 | 1950 | 1970 | 1987 |
| Einwohner | 3    | 24   | 36   | 28   | 47   |